# Laurel Goodwin
Laurel Goodwin (Wichita, 11 de agosto de 1942 — Cathedral City, 25 de fevereiro de 2022) foi uma atriz dos Estados Unidos. Participou do episódio piloto da série de televisão Star Trek, além de um episódio de Agente 86 e um filme com Elvis Presley — Garotas, Garotas e Mais Garotas.